# Marta Milani
Marta Milani (Treviglio, 9 maart 1987) is een Italiaanse atlete, die gespecialiseerd is in de 400 m en de 800 m.

## Biografie
In 2009 maakte Milani deel uit van de Italiaanse vrouwenploeg op de 4 x 400 m estafette tijdens de wereldkampioenschappen in Berlijn. Het viertal werd vijfde in de serie en kwalificeerde zich hiermee niet voor de finale.
In 2010 was de Italiaanse op de Europese kampioenschappen in Barcelona zowel deelneemster op de 400 m individueel als in de estafette. In de finale van de 400 m eindigde Milani op de zevende plaats in een tijd van 51,87 s. Enkele dagen later finishte ze, samen met Chiara Bazzoni, Libania Grenot en Maria Enrica Spacca, als vierde op de 4 x 400 m.
Op de Europese indoorkampioenschappen van 2011 liep ze in de finale van de 400 m naar een zesde plaats. Op de 4 x 400 m eindigde het Italiaanse gezelschap, met naast Milani Giulia Arcioni, Maria Enrica Spacca en Chiara Bazzoni, evenals in Barcelona op een vierde plaats.
In 2013 focuste Milani meer op de 800 m. Ze nam aan die discipline deel op de Middellandse Zeespelen, waar ze in de finale als vijfde eindigde. Ze werd op diezelfde afstand uitgezonden naar de WK van Moskou, maar ze kwam niet door de series heen. Dit lukte wel op de 4 x 400 m, waar ze ondanks haar overstap naar de 800 m, nog steeds aan mocht deelnemen. De estafetteploeg bereikte de finale, maar werd uiteindelijk in die finale gediskwalificeerd.

## Titels
- Italiaans indoorkampioene 400 m – 2010, 2011

## Persoonlijke records
Outdoor
| Afstand | Prestatie | Datum            | Plaats             |
| ------- | --------- | ---------------- | ------------------ |
| 400 m   | 51,86     | 28 augustus 2011 | Daegu              |
| 800 m   | 2.01,35   | 17 juli 2012     | Lignano Sabbiadoro |

Indoor
| Afstand | Prestatie | Datum            | Plaats |
| ------- | --------- | ---------------- | ------ |
| 400 m   | 53,09     | 19 februari 2011 | Ancona |
| 600 m   | 1.28,66   | 6 maart 2010     | Ancona |
| 800 m   | 2.05,39   | 23 februari 2014 | Ancona |

## Palmares

### 400 m
- 2006: 6e in ½ fin. - WK junioren - 54,83 s
- 2010: 7e EK – 51,87 s
- 2011: 6e EK indoor – 53,23 s
- 2011: 8e Golden Gala - 52,75 s

### 800 m
- 2013: 5e Middellandse Zeespelen - 2.04,01
- 2013: 6e in series WK - 2.02,41

### 4 x 400 m
- 2009: 5e in serie WK - 3.31,05
- 2010: 4e EK – 3.25,71
- 2011: 4e EK indoor– 3.33,70
- 2013: DQ in fin. WK